# Gelenau/Erzgeb.
Gelenau er en kommune som efter Kreisreformen i 2008 er en del af Erzgebirgskreis i den tyske delstat Sachsen. Førhen var den en del af den daværende Landkreis Annaberg.

## Geografi
Gelenau er den nordligst kommune i Landkreis Annaberg. det lavest punkt i dalen til floden Wilisch. Højeste punkt er Auerbacher Höhe der er 640 moh.

### Nabokommuner
I nordøst grænser den til Amtsberg, i øst til Venusberg, i syd til Thum, i sydvest Auerbach, i vest til Gornsdorf og mod nord til Burkhardtsdorf.